# (4176) Sudek
(4176) Sudek ist ein Hauptgürtelasteroid, der am 24. Februar 1987 von Antonín Mrkos vom Kleť-Observatorium aus entdeckt wurde.
Der Asteroid wurde nach dem tschechischen Fotografen Josef Sudek (1896–1976) benannt.